# Joseph Bauer (Pfarrer)
Joseph Bauer (* 4. Dezember 1864 in Dühren bei Sinsheim; † 6. Juni 1951 in Mannheim) war erster Dekan des Stadtdekanats Mannheim und langjähriger Pfarrer an der Mannheimer Jesuitenkirche sowie Ehrenbürger von Mannheim.

## Leben
Joseph Bauer wurde am 4. Dezember 1864 als Kind einer angesehenen Bauernfamilie in Dühren, heute ein Stadtteil von Sinsheim, geboren. Nach dem Schulbesuch in Dühren, Sinsheim und dem Abitur in Wertheim studierte er Theologie an der Albert-Ludwigs-Universität Freiburg. Am 12. Juli 1888 wurde er durch Erzbischof Christian Roos zum Priester geweiht. Danach war er bis 1889 in Rastatt und von 1889 bis 1894 in Mannheim an der Unteren Pfarrei St. Sebastian als Kaplan tätig. Am 24. Februar 1895 wurde er zum Pfarrer an der Jesuitenkirche ernannt. Mit der Schaffung des neuen erzbischöflichen Stadtdekanats Mannheim wurde er am 23. Januar 1902 zum ersten Stadtdekan ernannt. 
Im Juli 1946 wurde er von seiner Aufgabe als Stadtdekan entbunden. Am 6. Januar 1949 trat er nach 53 Jahren auch als Pfarrer der Jesuitenkirche in den Ruhestand und verstarb am 6. Juni 1951 in der Mannheimer St. Hedwigsklinik. Während der dreitägigen Aufbahrung des Verstorbenen in der Jesuitenkirche zogen etwa 30.000 Menschen am offenen Sarg vorbei. Er wurde in der Krypta der Jesuitenkirche begraben. Bei der letzten Renovierung der Kirche wurde ein Gedenkstein in den Boden des Hauptschiffs eingelassen. Neben dem Zelebrationsaltar befindet sich eine weitere Gedenkplatte aus Bronze mit seinem Porträt.

## Wirken
Durch die Industrialisierung erlebte Mannheim in der zweiten Hälfte des 19. Jahrhunderts eine Bevölkerungsexplosion. So reichten die beiden bestehenden katholischen Gotteshäuser, die Jesuitenkirche und die Untere Pfarrkirche St. Sebastian nicht mehr aus. Um die soziale Not des neuen städtischen Proletariats zu lindern, entstanden katholische Berufsvereine und wurden karitative Ordensgemeinschaften angesiedelt. Auf der Initiative von Joseph Bauer wurden neue Pfarreien gegründet. Ein großer Teil der neuerbauten Kirchen fiel in seine Amtszeit als Stadtdekan. Bis 1915 entstanden innerhalb der damaligen Stadtgrenzen sieben große repräsentative Kirchenbauten. Weitere Kirchenneubauten kamen nach dem Ersten Weltkrieg hinzu. Joseph Bauer erhielt deshalb den Beinamen „Kirchenbauer von Mannheim“. Sein karitatives und seelsorgerisches Wirken werden von Pfarrer Dr. Karl Anton Straub in seiner „Mannheimer Kirchengeschichte“ so zusammengefasst: „Liturgie und Sakramente, Predigt und Katechese waren die Herzensstücke seiner Arbeit in der eigenen Pfarrei wie im Dekanat. Daraus erst floss sein karitatives Wirken, das nicht genug gewürdigt werden kann. Er gründete die verschiedensten Häuser und Heime, Institute und Kliniken. Die Grund- und Hausbeschaffung für Waisen- und Schifferkinder, für Jugend und Berufstätige, für Kranke und Pensionäre war seine aufreibende Sorge. Mannheims Bedeutung als Hafen ließ ihn sich jahrzehntelang als Generalpräses des St. Nikolaus-Schiffervereins der Seelsorge der Schiffsleute auf Rhein, Main und Neckar widmen. Die Katholische Arbeiterbewegung wie die verschiedenen Standesvereinigungen erfreuten sich seiner wertvollen und anregenden Mitarbeit.“
Während des Nazidiktatur des Dritten Reichs war er Anfeindungen ausgesetzt, da er z. B. den Hitlergruß verweigerte. Das Pfarrhaus und die Zimmer seiner Kapläne wurden mehrfach durchsucht, aber er stellte sich schützend vor den Jugendseelsorger Kaplan Franz Weinmann, da vor allem die Jugendseelsorge ständig im Konflikt mit den NS-Machthabern lag. Er konnte aber Weinmanns Verhaftung 1942 und Inhaftierung im Konzentrationslager Dachau bis 1945 nicht verhindern. 
Durch den Krieg wurden zudem 17 der 22 katholischen Kirchen Mannheims zerstört. Durch britisch-amerikanisches Bombardement wurden im September 1943 das Pfarrhaus, das Waisenhaus St. Anton, das Luisen-Stephanienhaus, das St. Claraheim, das St. Monikaheim und das Dienstbotenheim St. Maria zerstört und die Jesuitenkirche stark beschädigt. Durch ein weiteres Bombardement am 1. März 1945 konnte dann auch die Jesuitenkirche nicht mehr genutzt werden. Der größte Teil der Pfarrei war total zerstört, die Bevölkerung geflüchtet. 
1947 erhielt der 82-jährige Prälat zur Unterstützung Pater Franz Meßbacher SJ als Assistenten zugewiesen. Damit begann nach der Aufhebung des Jesuitenordens 1773 die zweite Periode der Anwesenheit der Jesuiten in Mannheim. Um die Jesuitenkirche zu erhalten und Impulse zu ihrem Wiederaufbau zu geben, begann er die heilige Messe in den Ruinen der Kirche zu feiern. Nachdem Prälat Bauer am 6. Januar 1949 in den Ruhestand getreten war, blieb Pater Meßbacher als Pfarrverweser noch bis zur Ankunft des neuen Pfarrers.

## Ehrungen
- 1915 Ernennung vom Erzbischöflichen Geistlichen Rat
- 1923 zum Päpstlichen Hausprälaten
- 1938 zum Ehrendomkapitular des Freiburger Domkapitels
- 1946 zum Apostolischen Protonotar
- 1951 Ehrenbürger der Stadt Mannheim

Die Mannheimer nannten ihn „Lockeseppel“.
Im Jahre 2005 wurde in seinem Geburtsort Dühren bei Sinsheim das neu gebaute katholische Gemeindehaus ihm zu Ehren „Prälat-Bauer-Haus“ genannt. Im Foyer hat der Bildhauer Michael Huber aus Oberkirch eine Stele mit dem Porträt des Prälaten künstlerisch gestaltet.